# Denisa Pavlíková
Denisa Pavlíková, född 13 juli 2001, är en  volleybollspelare (vänsterspiker).
Pavlíková spelar i Tjeckiens landslag och har deltagit med dem vid VM 2022, EM 2021 samt European Volleyball League  2021 och 2022. Hon spelade även med juniorlandslagen i olika ålderskategorier, de kvalificerade sig dock aldrig för något större mästerskap under den tiden. På klubbnivå har hon spelat för VK Prešov (Slovakien) och VK KP Brno (Tjeckien).